# Leodegundis Ordoñez
Leodegundis Ordoñez werd in 858 de tweede echtgenote van García Íñiguez en daardoor koningin van het koninkrijk Navarra.
Zij was een dochter van koning Ordoño I van Asturië en Munia.